# Antonio Alcalá Galiano

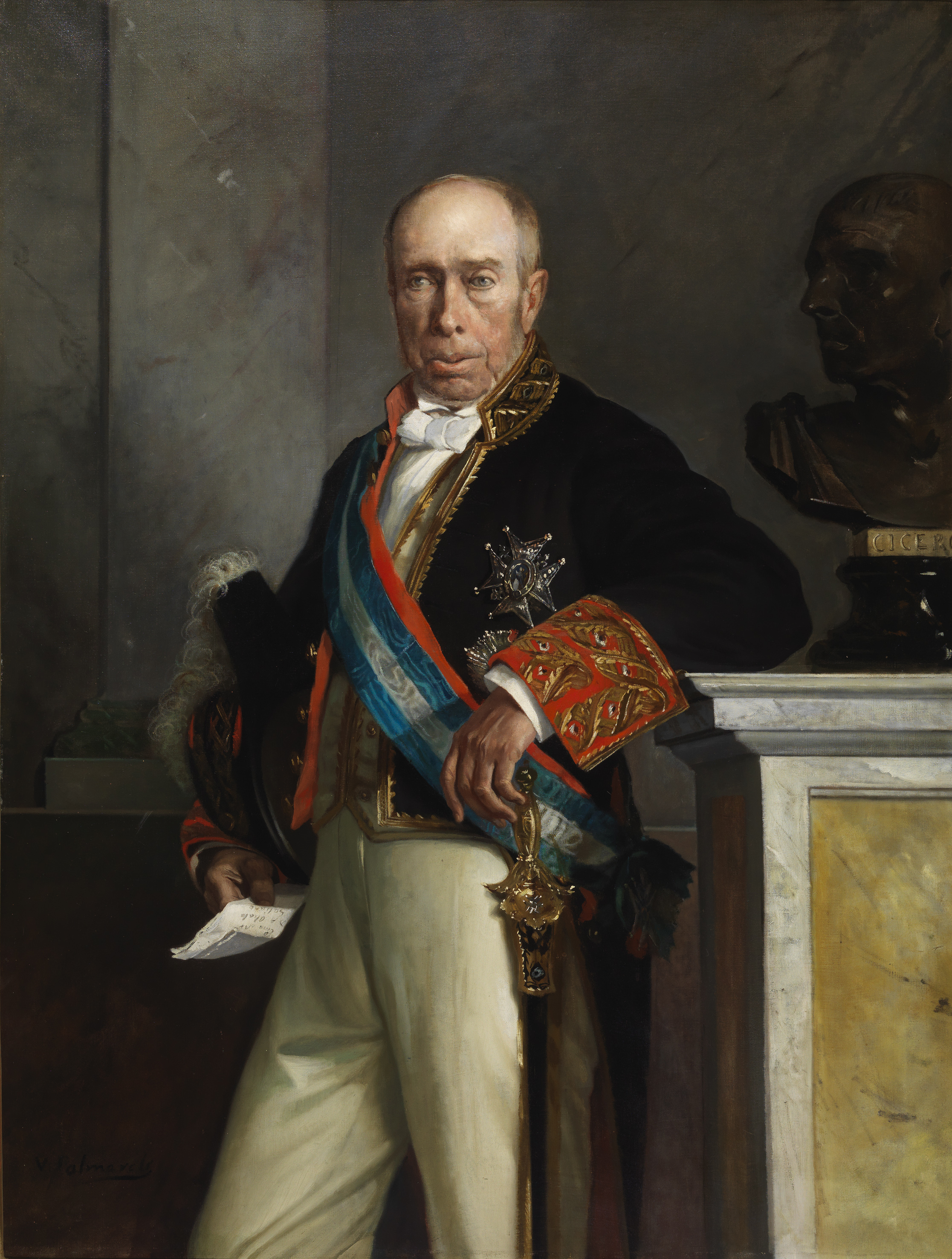
Antonio Alcalá Galiano, por Vicente Palmaroli.

Antonio Alcalá Galiano  (* 22. Juli 1789 in Cádiz; † 11. April 1865 in Madrid) war ein liberaler spanischer Politiker, Autor und Hispanist, der zeitweilig in England wirkte.

## Leben und Werk
Alcalá war der Sohn des Marinebefehlshabers Dionisio Alcalá Galiano (1760–1805), der Neffe von Juan María de Villavicencio y de la Serna (1755–1830), des Gouverneurs von Cádiz, sowie der Onkel von Juan Valera. Er war befreundet mit Ángel de Saavedra.
Alcalá strebte ursprünglich eine militärische Karriere an, wechselte aber 1812 in den diplomatischen Dienst und war 1814 an der spanischen Botschaft in Schweden. Während des Trienio Liberal wurde er 1822 zum Abgeordneten von Cádiz gewählt.
Nach der französischen Invasion und der Rückkehr des Absolutismus in Spanien ging er 1823 in die Emigration nach London (das er 1814 auf dem Weg nach Schweden kennen gelernt hatte) und  besetzte am neu gegründeten University College London von 1828 bis 1830 den ersten englischen Lehrstuhl für Spanisch (auf den sich auch Pablo de Mendíbel und José María Jiménez de Alcalá beworben hatten, die wenig später am King’s College London lehren sollten). In London hatte er Kontakt zu Jeremy Bentham und José Maria Blanco White.
1830 kehrte er nach Spanien zurück und war hoher Staatsbeamter, Botschafter und mehrfach Minister.
Alcalá war Mitglied der Real Academia de la Historia (1863).

## Schriften
- Máximas y principios de la legislación universal, Madrid 1813
- (Vorwort) Ángel de Saavedra,  El moro expósito o Córdoba y Burgos en el siglo X, Madrid 1834 (Vorwort als Manifest der spanischen Romantik)
- (Bearbeiter mit Vicente Salvá) Antonio de Capmany, Arte de traducir el idioma francés al castellano, Paris 1835 (Original Madrid 1776)
- (Hrsg.) Romancero Castellano, ó collección de antiguos romances populares de los Españoles, 2 Bde., 2. Auflage, Leipzig 1844 (zuerst 1817, hrsg. von Georg Bernhard Depping)
- Historia de la literatura española, francesa, inglesa é italiana en el siglo XVIII, Madrid 1844
- (Übersetzer und Bearbeiter) Samuel Astley Dunham, Historia de España desde los tiempos primitivos hasta la mayoría de la reina doña Isabel II, 7 Bde., Madrid 1844–1846 (Original: History of Spain and Portugal, 5 Bde., London 1832–1833)
- Que el estudio profundo y detenido de las lenguas extranjeras, lejos de contribuir al deterioro de la propia, sirve para conocerla y manejarla con más acierto, Madrid 1861, in: Memorias de la Academia Española 1, 1870, S. 144–174 (Akademievortrag:”Das gründliche Studium der Fremdsprachen schadet nicht der Muttersprache, sondern dient ihrer besseren Erkenntnis und Handhabung”)
- Recuerdos de un anciano, Madrid 1878, 1890, 1907, 1913, 1927, 1963, 1999, Buenos Aires 1951, Barcelona 2004, 2009, Charleston 2010 (Erinnerungen)
- Memorias, 2 Bde., Madrid 1886 (hrsg. von seinem Sohn)
- Obras escogidas, hrsg. von Jorge Campos, 2 Bde., Madrid 1955
- Literatura española siglo XIX de Moratín a Rivas, hrsg. von Vicente Lloréns, Madrid 1969 (Sammlung von Beiträgen von 1834)
- Lecciones de derecho político, hrsg. von Angel Garrorena Morales, Madrid 1984 (Texte von 1843)
- Textos y discursos políticos, hrsg. von Raquel Sánchez García, Madrid 2003